# Uwe Hiksch

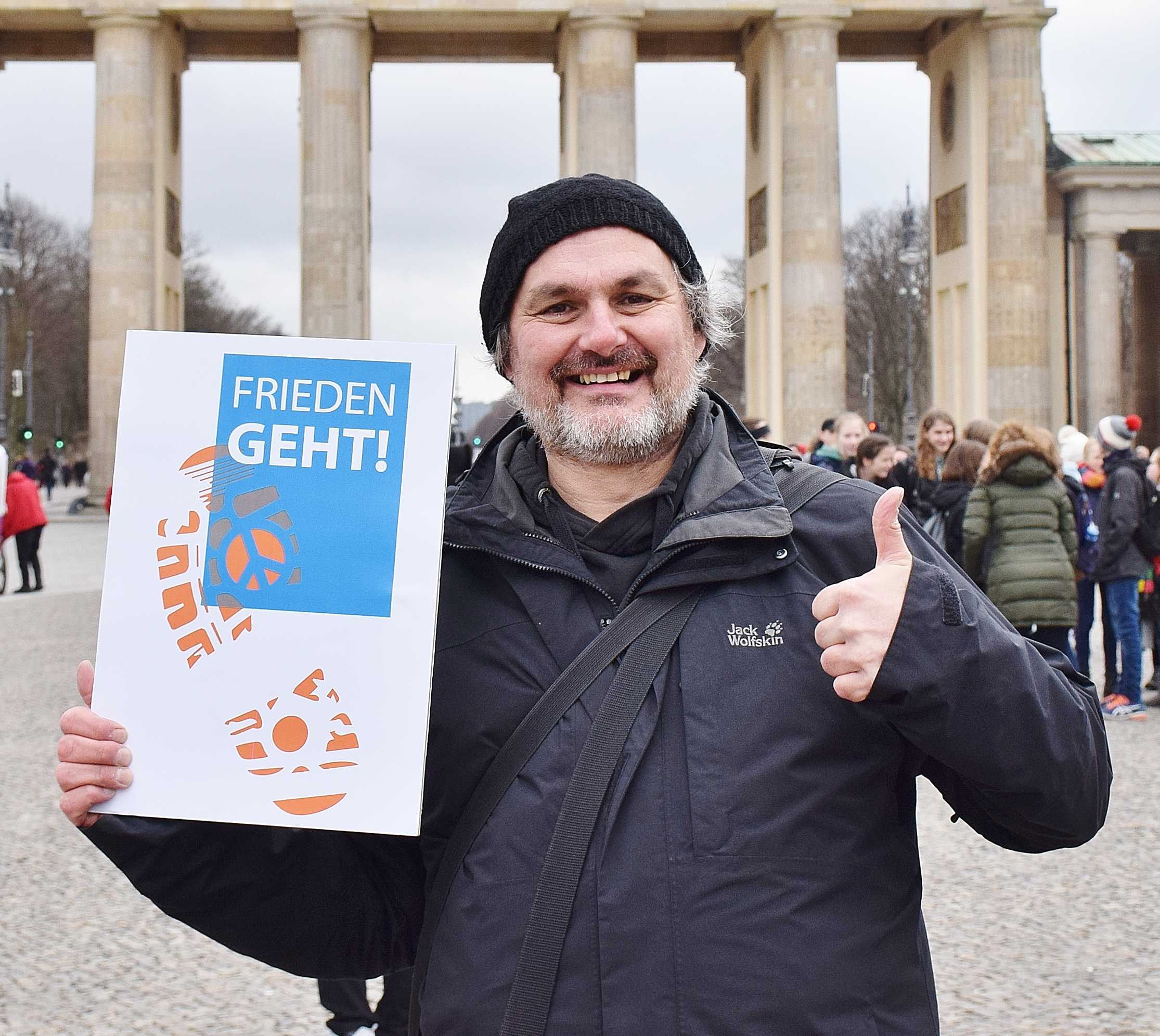
Uwe Hiksch 2018

Uwe Hiksch (* 12. Juli 1964 in Coburg) ist ein deutscher Politiker (Die Linke, ehemals SPD). Er war von 1994 bis 2002 Mitglied des Deutschen Bundestages.

## Leben
Nach der Hauptschule absolvierte Hiksch eine Berufsausbildung zum Industriekaufmann. Anschließend besuchte er Berufsaufbauschule und Berufsoberschule und begann ein Studium der Volkswirtschaftslehre.
1982 trat Hiksch in die SPD ein, wo er mehrere Ämter unter anderem bei den Jusos ausübte. Bei der Bundestagswahl 1994 wurde er über die bayerische Landesliste der SPD in den Bundestag gewählt. Von 1989 bis 1999 war er Mitglied im Landesvorstand der BayernSPD. Er gehörte acht Jahre dem Präsidium der bayerischen SPD an. Bei der Bundestagswahl 1998 gewann er als Direktkandidat für die SPD im Wahlkreis 224 (Coburg) mit 47,8 Prozent.
Am 28. September 1999 trat er aus der SPD und der SPD-Bundestagsfraktion aus und war bis zum 4. Oktober 1999 fraktionsloser Abgeordneter. Hiksch meinte, er könne nur in einer Partei sein, die links und nicht die Mitte sei. Mit Wirkung vom 5. Oktober 1999 wurde Hiksch Mitglied der PDS-Bundestagsfraktion. Damit wurde er neben Eva Bulling-Schröter zum zweiten bayerischen Bundestagsabgeordneten der PDS. Hiksch war außerdem Mitglied im Ausschuss für die Angelegenheiten der Europäischen Union und europapolitischer Sprecher der PDS-Bundestagsfraktion. Er war bis 2002 Mitglied des Deutschen Bundestages. Von 2002 bis 2003 war er PDS-Bundesgeschäftsführer. Aufgrund inhaltlicher Differenzen kam es zum Bruch mit der PDS und zum Übertritt in die neu gegründete Partei WASG. Dort war er in der Initiative Rixdorf aktiv, die den Minderheitenflügel in der WASG Berlin repräsentierte und die Unterstützung der Linkspartei.PDS-Berlin bei der Abgeordnetenhauswahl befürwortete.
Seit 1998 ist er Mitglied im Bundesvorstand der Naturfreunde Deutschlands, und seit Mai 2010 ist er stellvertretender Vorsitzender der NaturFreunde Berlin.
Hiksch war Büroleiter der Bundestagsabgeordneten Annette Groth (Die Linke).
Seit 2007 ist er Mitglied der Partei Die Linke. Hiksch ist einer der Sprecher des Marxistischen Forums, Sprecher der Landesarbeitsgemeinschaft Europa Die Linke. Berlin und einer der Sprecher des bundesweiten Arbeitskreises Europäische Integration der Partei Die Linke. Er wurde für die Bundestagswahl 2009 von der Partei Die Linke als Direktkandidat für den Bundestagswahlkreis Coburg aufgestellt und bekam 6,6 Prozent der Erststimmen.
Hiksch arbeitet seit vielen Jahren in der Umweltbewegung, Friedensbewegung und der Anti-Atom-Bewegung mit.
2015 war er unter anderem als Redner und Organisator maßgeblich an der Anti-TTIP-Demonstration am 10. Oktober in Berlin beteiligt. 2018 hat er für ein Bündnis aus Umweltverbänden und Klimaschutzbewegung die große Kundgebung mit 50.000 Teilnehmenden am Hambacher Wald und 2019 die Demonstration "#aussteigen: Raus aus dem Verbrennungsmotor – Verkehrswende jetzt!" gegen die Internationale Automobil-Ausstellung (IAA) in Frankfurt angemeldet.